# 吊鐘
 吊鐘（學名：Enkianthus quinqueflorus），別稱鈴兒花、倒掛金鐘及燈籠花等，為杜鵑花科吊鐘屬植物，原生於香港、華南、湖南及福建等地，亦可見於越南，生於海拔600－2400米山地灌叢或次生林中，花期1－3月，果期9－11月。野生吊鐘於香港受香港林務條例所保護。因花倒懸於纖細伸長的花柄上，形如倒掛金鐘，故而得名吊鐘花。吊鐘花蜜為太陽鳥的主要食糧之一。

## 用途
因吊鐘的花朵通常在農曆新年前後開花，故英文又名為Chinese New Year Flower，意即中國新年花。在清代中葉開始已有吊鐘作為年花的習俗，取其「金鐘一響，黃金萬兩」的吉兆，同時吊鐘花的花朵都是生長在枝頂上，亦有高中科舉之寓意，古時百姓因希望子弟能高中科舉，就砍伐吊鐘花帶回家作為年花。不過近年因人們覺“吊鐘”和“吊終”諧音，不吉利，所以較少人以吊鐘作為年花。

## 形態特徵
吊鐘是一種落葉或半常綠灌木，可高約7米，但常高3米。樹皮呈灰黃色，多分枝，小枝呈淡褐色。葉長圓形或倒卵狀長圓形，先端漸尖，基部漸狹而成短柄，常密集生於枝頂，互生，革質，表面綠色而背面淡綠色，長5－10厘米，闊2－4厘米，全緣或頂部疏生細齒，葉兩面無毛，側脈6－7對，中脈兩面清晰呈羽狀伸出，網脈兩面清晰，葉短柄長約5－20厘米，灰黃色呈圓柱狀無毛。花為傘房花序頂生，花粉紅色或紅色，常5－8朵，下垂呈鐘型，從枝頂覆瓦狀排列的紅色大苞片內生出，苞片長圓形或長方形，膜質，花梗綠色無毛，長約1.5－2厘米，花萼5裂，披針形先端披纖毛，長約2－4厘米，花冠呈寬鐘狀，口部5裂，裂片長約1－1.2厘米，裂片鈍圓，輕微反捲白色，雄蕊8枚，雌蕊1枚，雌蕊較雄蕊長。果為蒴果，橢圓形無毛，淡黃色，具5梭，長約8－12厘米，果柄直立粗壯，長約3－5厘米。種子有3－5角或翅。

## 種植
喜溫暖濕潤，日光充足，土壤肥沃含腐殖質及排水良好的土壤。可以使用播種、扦插法及壓條法繁殖。